# Final do Champions Series de Patinação Artística no Gelo de 1995–96
A Final do Champions Series de Patinação Artística no Gelo de 1995–96 foi a primeira edição da competição, um evento anual de patinação artística no gelo organizado pela União Internacional de Patinação (em inglês:  International Skating Union), e o evento final do Champions Series de 1995–96. Os patinadores se qualificaram para essa competição através de outras cinco competições: Trophée de France, NHK Trophy, Nations Cup, Skate America e Skate Canada International. A competição foi disputada entre os dias 23 de fevereiro e 25 de fevereiro de 1996, na cidade de Paris, França.

## Eventos
- Individual masculino
- Individual feminino
- Duplas
- Dança no gelo

## Medalhistas
| Evento                        | Ouro                                      | Prata                                        | Bronze                                      |
| Individual masculino detalhes | Alexei Urmanov · Rússia                   | Elvis Stojko · Canadá                        | Eric Millot · França                        |
| Individual feminino detalhes  | Michelle Kwan · Estados Unidos            | Irina Slutskaya · Rússia                     | Josee Chouinard · Canadá                    |
| Duplas detalhes               | Evgenia Shishkova · Vadim Naumov · Rússia | Marina Eltsova · Andrei Bushkov · Rússia     | Mandy Wötzel · Ingo Steuer · Alemanha       |
| Dança no gelo detalhes        | Oksana Grishuk · Evgeni Platov · Rússia   | Anjelika Krylova · Oleg Ovsyannikov · Rússia | Marina Anissina · Gwendal Peizerat · França |

## Resultados

### Individual masculino
| Pos.              | Nome                   | Nacionalidade  | Pontos | PC | PL |
| ----------------- | ---------------------- | -------------- | ------ | -- | -- |
| Medalha de ouro   | Alexei Urmanov         | Rússia         | 1.5    | 1  | 1  |
| Medalha de prata  | Elvis Stojko           | Canadá         | 3.5    | 3  | 2  |
| Medalha de bronze | Éric Millot            | França         | 4.0    | 2  | 3  |
| 4                 | Ilia Kulik             | Rússia         | 6.5    | 5  | 4  |
| 5                 | Todd Eldredge          | Estados Unidos | 8.0    | 6  | 5  |
| 6                 | Viacheslav Zagorodniuk | Ucrânia        | 8.0    | 4  | 6  |

### Individual feminino
| Pos.              | Nome             | Nacionalidade  | Pontos | PC | PL |
| ----------------- | ---------------- | -------------- | ------ | -- | -- |
| Medalha de ouro   | Michelle Kwan    | Estados Unidos | 3.0    | 4  | 1  |
| Medalha de prata  | Irina Slutskaya  | Rússia         | 3.5    | 3  | 2  |
| Medalha de bronze | Josée Chouinard  | Canadá         | 4.0    | 2  | 3  |
| 4                 | Chen Lu          | China          | 5.5    | 1  | 5  |
| 5                 | Hanae Yokoya     | Japão          | 7.0    | 7  | 4  |
| 6                 | Olga Markova     | Rússia         | 8.5    | 5  | 6  |
| 7                 | Maria Butyrskaya | Rússia         | 10.0   | 6  | 7  |

### Duplas
| Pos.              | Nome                             | Nacionalidade  | Pontos | PC | PL |
| ----------------- | -------------------------------- | -------------- | ------ | -- | -- |
| Medalha de ouro   | Evgenia Shishkova / Vadim Naumov | Rússia         | 1.5    | 1  | 1  |
| Medalha de prata  | Marina Eltsova / Andrei Bushkov  | Rússia         | 4.0    | 4  | 2  |
| Medalha de bronze | Mandy Wötzel / Ingo Steuer       | Alemanha       | 4.0    | 2  | 3  |
| 4                 | Jenni Meno / Todd Sand           | Estados Unidos | 5.5    | 3  | 4  |

### Dança no gelo
| Pos.              | Nome                                | Nacionalidade | Pontos | DC | DO | DL |
| ----------------- | ----------------------------------- | ------------- | ------ | -- | -- | -- |
| Medalha de ouro   | Oksana Grishuk / Evgeni Platov      | Rússia        | 2.0    | 1  | 1  | 1  |
| Medalha de prata  | Anjelika Krylova / Oleg Ovsyannikov | Rússia        | 4.0    | 2  | 2  | 2  |
| Medalha de bronze | Marina Anissina / Gwendal Peizerat  | França        | 6.6    | 3  | 4  | 3  |
| 4                 | Shae-Lynn Bourne / Victor Kraatz    | Canadá        | 7.4    | 4  | 3  | 4  |

## Quadro de medalhas
| Ordem | País           | Medalha de ouro | Medalha de prata | Medalha de bronze |    | Ordem por total |
| ----- | -------------- | --------------- | ---------------- | ----------------- | -- | --------------- |
| 1     | Rússia         | 3               | 3                |                   | 6  | 1               |
| 2     | Estados Unidos | 1               |                  |                   | 1  | 4               |
| 3     | Canadá         |                 | 1                | 1                 | 2  | 2               |
| 4     | França         |                 |                  | 2                 | 2  | 2               |
| 5     | Alemanha       |                 |                  | 1                 | 1  | 4               |
| TOTAL | TOTAL          | 4               | 4                | 4                 | 12 | —               |